# Хронологія рекордів Європи з шосейного бігу на 10 кілометрів серед жінок
Рекорди Європи з бігу на 10 кілометрів визнаються Європейською легкоатлетичною асоціацією з-поміж результатів, які показали європейські легкоатлетки на шосейній дистанції, за умови дотримання встановлених вимог.

## Хронологія рекордів

### Змішані забіги
| Результат                             | Атлетка                       | Місто змагань | Дата змагань | Примітки | Відео |
| ------------------------------------- | ----------------------------- | ------------- | ------------ | -------- | ----- |
| 30.21                                 | Пола Редкліфф Велика Британія | Сан-Хуан      | 23.02.2003   | [ 1 ]    |       |
| 22 роки, 62 дні від дати встановлення |                               |               |              |          |       |

### Жіночі забіги
| Результат                              | Атлетка                         | Місто змагань | Дата змагань | Примітки | Відео |
| -------------------------------------- | ------------------------------- | ------------- | ------------ | -------- | ----- |
| 30.52                                  | Ейліш Макколган Велика Британія | Манчестер     | 26.09.2021   | [ 2 ]    |       |
| 30.19                                  | Ейліш Макколган Велика Британія | Манчестер     | 22.05.2022   | [ 3 ]    |       |
| 2 роки, 339 днів від дати встановлення |                                 |               |              |          |       |